# Józef Rzodkiewicz
Józef Rzodkiewicz (ur. 16 marca 1774 we wsi Przybyszyce, zm. 24 lipca 1828 w Łowiczu) – polski szlachcic herbu Sas, uczestnik insurekcji kościuszkowskiej, pułkownik wojsk Księstwa Warszawskiego i Królestwa Polskiego.

## Życiorys
Syn Ignacego i Marianny z Dziemińskich małżonków Rzodkiewiczów. Od 1789 r. w Kawalerii Narodowej, walczył w wojnie z Rosją w 1792 r., ranny w bitwie pod Dubienką. Brał udział w insurekcji kościuszkowskiej, uczestniczył w obronie Warszawy. Pod rozkazami gen. Jana Henryka Dąbrowskiego uczestniczył w wyprawie do Wielkopolski, walcząc pod Łabiszynem i Bydgoszczą.
Po upadku insurekcji zaangażował się w działalność niepodległościową. W 1796 r. udał się do Mołdawii pod rozkazy brygadiera Joachima Deniski. W marcu 1797 przy ogłoszeniu w Filipowicach "Aktu powstania narodowego Rzeczypospolitej Polskiej", wszedł w skład Zgromadzenia Narodowego. Po klęsce powstańców pod Dobronowcami został ranny, a następnie trafił do austriackiego więzienia we Lwowie. Skazany na karę śmierci, po interwencji polskiej szlachty, ułaskawiony przez cesarza Franciszka Habsburga.
W czasie wojny polsko-austriackiej w 1809 r. wstąpił do nowo utworzonego 6 pułku jazdy wojsk galicyjsko-francuskich. Następnie służył w 15 pułk ułanów Księstwa Warszawskiego, gdzie otrzymał stopień majora. W 1810 r. otrzymał Krzyż Kawalerski Orderu Virtuti Militari. W 1811 r. pełnił obowiązki tymczasowego komendanta departamentu łomżyńskiego. W 1812 r. przeszedł do 10 pułku huzarów. Walczył z Rosjanami w Dywizji Nadbużańskiej płk. Bazylego Wierzbickiego. 18 stycznia 1813 otrzymał nominację na pułkownika i dowództwo nad 2 pułkiem ułanów Księstwa Warszawskiego. Po klęsce w bitwie pod Lipskiem, wraz z resztkami wojsk udał się do Francji. W 1814 r. został wcielony do oficerskiej gwardii honorowej.
Po powrocie do kraju, służył w armii Królestwa Polskiego. W 1816 r. przydzielony do 3 pułku ułanów. Nadzorował spisy wojskowe. Od 1827 r. przeniesiony do Korpusu Inwalidów i Weteranów w Warszawie. Był członkiem Kapituły loży Rycerze Gwiazdy. 

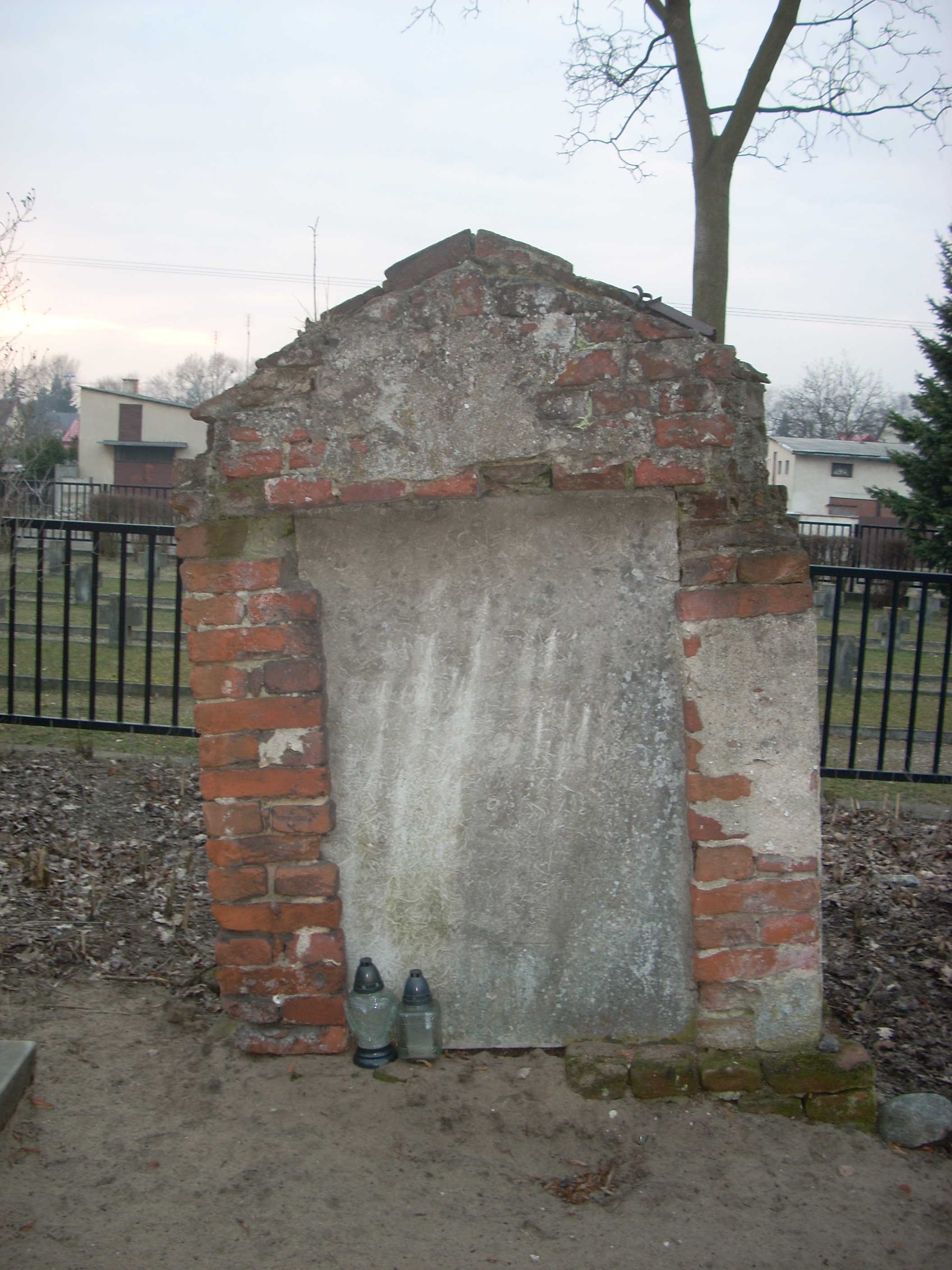
Grób Józefa Rzodkiewicza

Zmarł dnia 24 lipca 1828 roku w Łowiczu. Pochowany na cmentarzu katolickim w Łowiczu (obecnie Cmentarz Prawosławny). Na cmentarzu zachował się nagrobek ufundowany przez jego siostrę Rozalię Kurzawską.